# Friedrich Bodenmüller

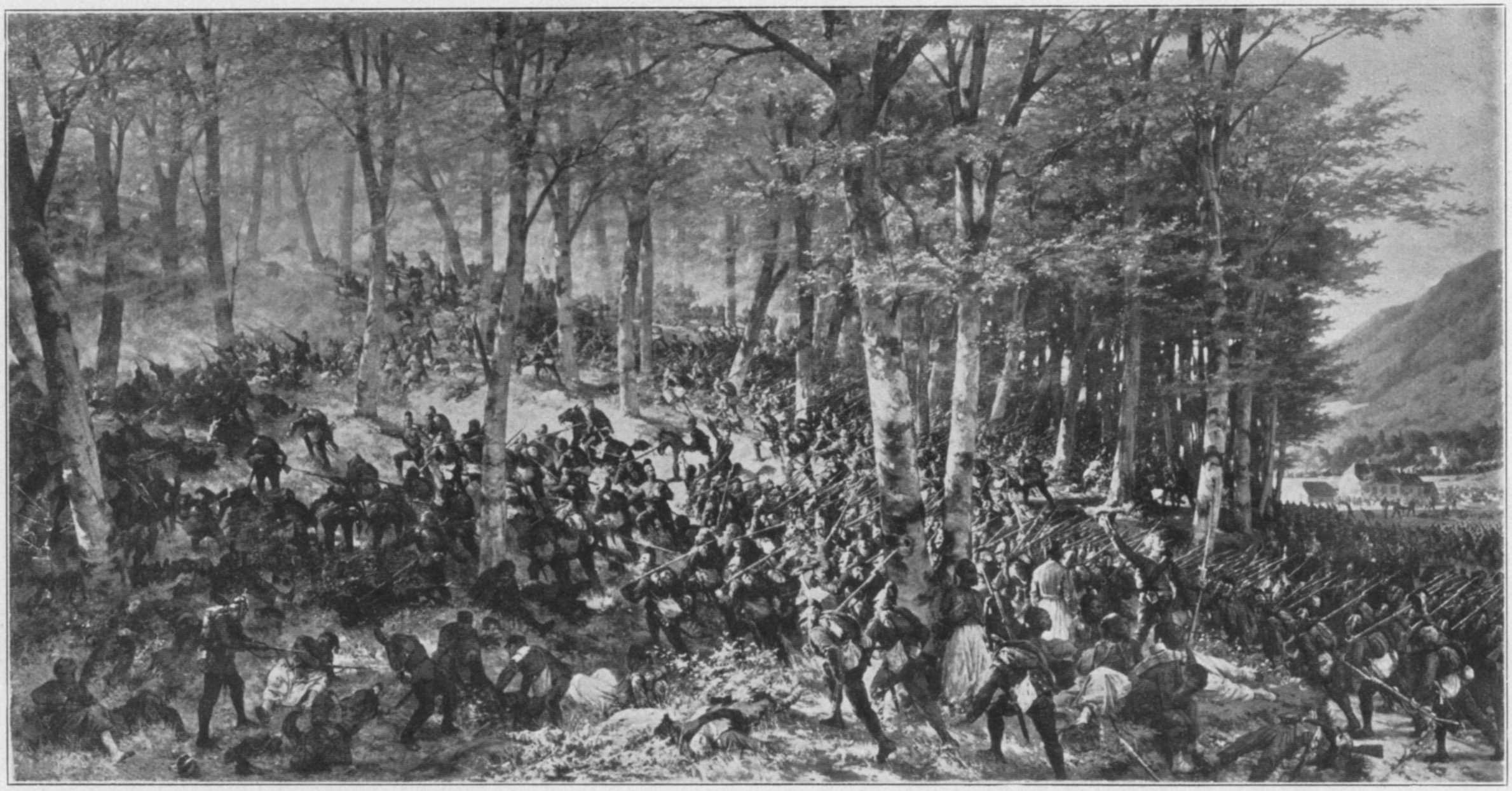
Das 1. bayerische Armeekorps bei Wörth

Friedrich Bodenmüller (* 11. August 1845 in München; † 27. März 1913 ebenda) war ein deutscher Maler.

## Leben und Werk
Bodenmüller, ein Bruder des Künstlers Alphons Bodenmüller, wurde 1845 in München als Sohn eines Malers geboren. Er studierte ab 1861 an der Münchner Kunstakademie bei Josef Schlotthauer. In den folgenden Jahren malte er vor allem biblische Szenen und Genregemälde. Im Juli 1870 meldete er sich mit seinem Bruder Otto freiwillig zur bayerischen Armee und diente als Offizier im Deutsch-Französischen Krieg 1870/71. In der Folge schuf er vor allem Gemälde mit Bezug auf den Krieg, unter anderem Straßenkampf in Versailles, Episode aus der Schlacht von Sedan und Bayerische Truppen in der Schlacht von Wörth. Andere Tafeln von Bodenmüller behandeln phantastisch-allegorische Motive, wie Phantasien zu Beethovens Cissmollsonate. Ab den 1880er Jahren wendete er sich wieder zunehmend der Genre- und Historienmalerei zu.